# Danzas vascas
Las  danzas vascas (en euskera: Euskal dantzak) son una parte importante de la cultura y folclore de los vascos. Cada territorio histórico o provincia tiene las suyas propias. Cada pueblo tiene su danza que se acostumbra a bailar en sus fiestas mayores. Algunas de ellas son muy antiguas perdiéndose su origen en los tiempos, mientras que otras son recreaciones modernas de viejas danzas y algunas son nuevas coreografías con base popular.
- Los bailes de romería o plaza, basados en los bailes que se celebraban en las romerías y cuya participación era popular y espontánea han pasado a engrosar el repertorio de los grupos de danza establecidos, si bien es verdad que todavía se vienen realizando en todas aquellas romerías, sobre todo en los lugares rurales del país, este tipo de bailes populares y espontáneos que invitan a participar libremente a todos los romeros y visitantes.

- Las danzas de llados, que tienen un paralelismo evidente con las europeas del mismo tipo. Su realización, siempre ligada a la conmemoración o a rendición de honores, está ligada a la danza ritual donde el pueblo apoya con respeto a cada colectivo de danzantes.

- Las danzas de fin de fiesta, este tipo de bailes se realizan para marcar el fin de unas fiestas o de un periodo concreto, como el carnaval, han servido de simbólico colofón al desenfreno festivo, representado en el golpeo, vapuleo y quema del pellejo de vino inflado y vacío. Es el fin de un ciclo y el comienzo de otro.

Las danzas consideradas tradicionales tienen el nombre de: Agurra, Fandangoa, Banakoa, Zortzikoa y Arin Arina entre otros muchos.
Se observan ciclos completos de zonas específicas junto a danzas determinadas extendidas por todo el territorio, o salpicadas en ciertos enclaves. A continuación se exponen, por territorios, algunos de los bailes más representativos explicando su origen y particularidades.

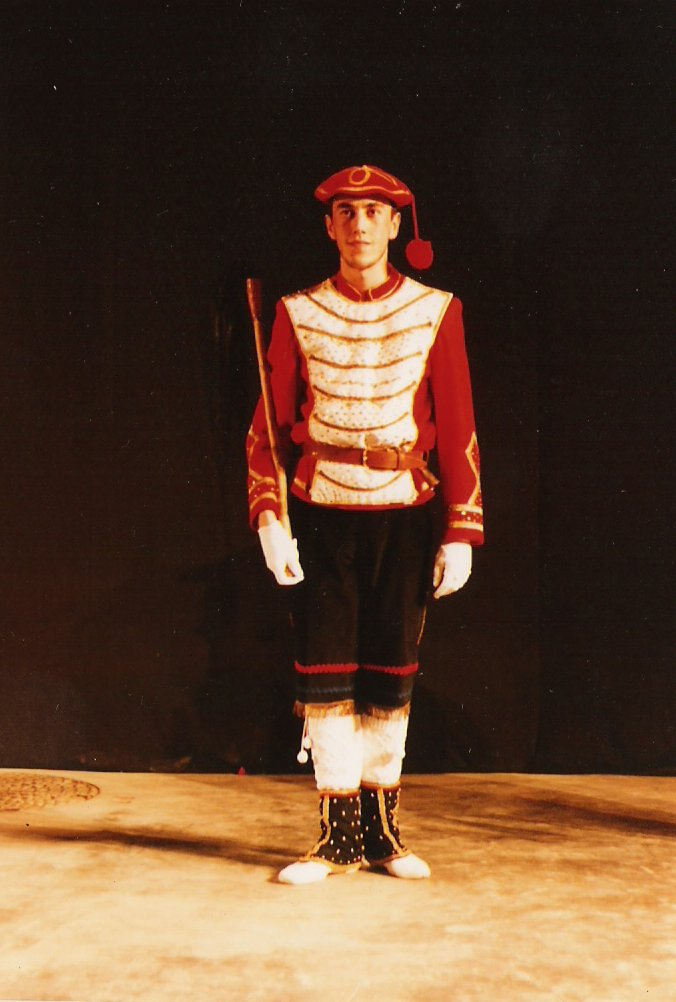
Dantzari.

## Vizcaya

### Kaxarranka
Este baile se suele realizar en la localidad de Lequeitio el día de San Pedro, patrón de la cofradía de pescadores. Ese día la cofradía elegía a su secretario o mayordomo, el cual debía dejar en depósito una cantidad de dinero para demostrar así que no quería enriquecerse con dinero de la institución. Al mayordomo saliente se le devuelve el dinero en depósito, el cual se transporta en una arca o kutxa junto con los libros de las cuentas del año.
El baile en cuestión se realiza encima de la caja. El mayordomo se sube al arca y esta es levantada por ocho arrantzales (pescadores) y el mayordomo, que va vestido con camisa y pantalón blanco, faja roja, pañuelo rojo al cuello y frac, llevando en la mano izquierda una chistera de color negro y en la derecha un banderín con las llaves de San Pedro bordadas, interpreta el baile en diferentes puntos del pueblo y enfrente al domicilio del responsable saliente.
El baile se divide en cuatro partes:
- Reverencia o saludo al pueblo
- Fandango
- Arin-arin
- Nueva reverencia igual a la del comienzo

### Dantzari Dantza
La Dantzari Dantza que se realiza en el duranguesado, antigua Merindad de Durango, es una de las danzas más representativas del País Vasco, por su ritmo, por su fuerza y la belleza de sus figuras. El instrumento al son del cual se recuerda haber bailado siempre es el txistu, componiendo el conjunto un txistulari y atabalero.

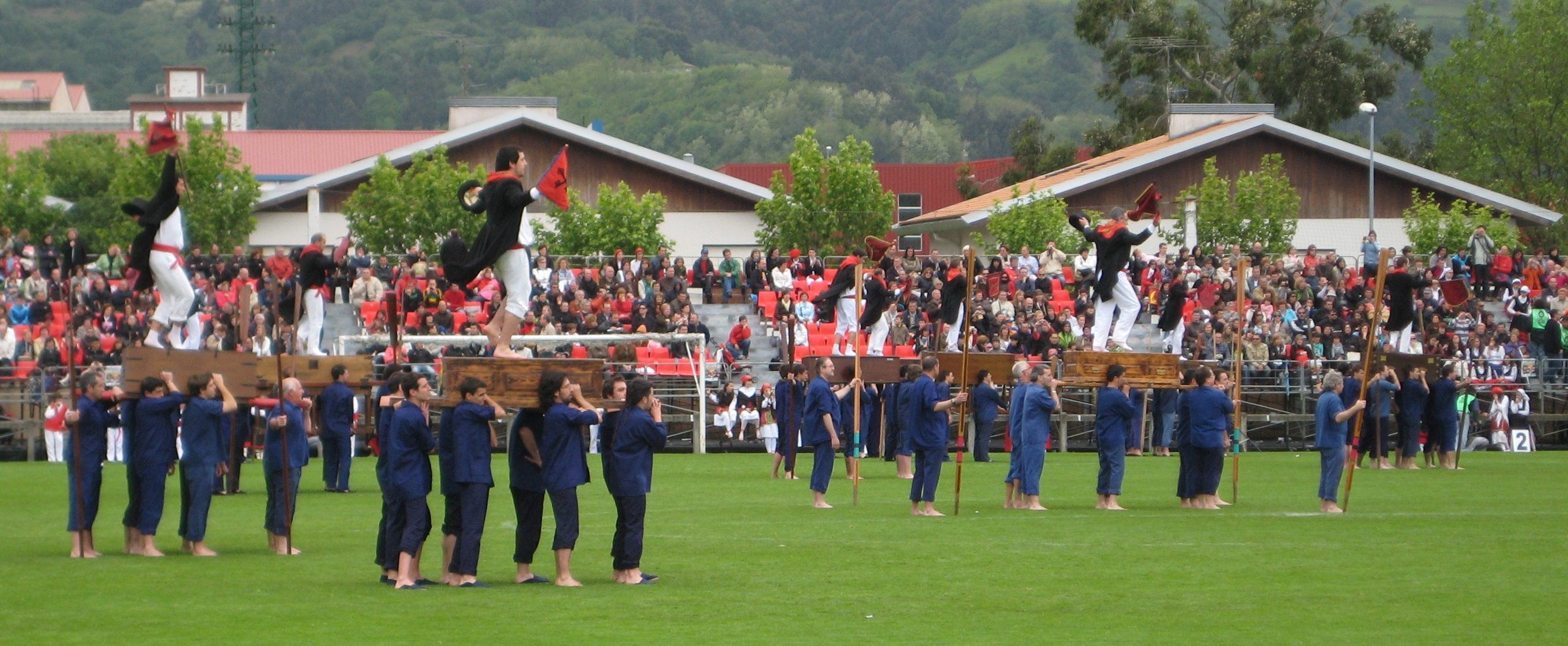
Nueve grupos interpretando simultáneamente la kaxarranka.

Las anteiglesias en las que se tiene constancia de que se realizaba esta danza son: Bérriz, Garay, Yurreta, Abadiano, Izurtza y Mañaria y para ser partícipes de ella había que pasar por una selección a la que acudían las diferentes cofradías de cada Anteiglesia que solía ser bastante numerosa ya que siempre ha sido un honor pertenecer al grupo de "dantzaris".
Esta danza es en realidad un conjunto de nueve danzas diferentes, de ellas, cuatro son danzas de ritmo y coreografía individual similares: Zortzinango, Banango, Binango y Launango. Lo que cambian son las coreografías generales, en las que como sus propios nombres indican, se bailan de uno en uno, de dos en dos, de cuatro en cuatro o de ocho. Otras tres de estas danzas duranguesas se bailan con juegos de palos o espadas: Ezpata joko txikia (juego de espadas pequeñas), Ezpata joko nagusia (juego de espadas grandes) y Makil jokoa (juego de bastones), y finalmente nos quedan dos danzas, la primera y la última de la serie, la primera hace la introducción "dantzaris" destacando la figura del ondeado de la bandera sobre las cabezas de los danzantes (Ikurrin Dantza o Agintariena (baile de la bandera)), la segunda es la que cierra el ciclo, se conoce con el nombre de Txontxongilo (marioneta) y su figura principal es la elevación del capitán del grupo sobre los demás.

### Xemeingo Dantza (danza de Jeméin)
El 29 de septiembre, día de San Miguel, patrón de la anteiglesia de Jeméin, que ahora forma el municipio de Marquina-Jeméin, se realiza esta peculiar danza en el barrio de Arretxinaga. Por este motivo este baile también es conocido como "danza de San Miguel de Arretxinaga".
En este baile, los dantzaris llevan en su indumentaria, como parte más importante, unos escapularios con la figura del Arcángel San Miguel y el escudo de la provincia de Vizcaya. Llama la atención la lucha que se entabla entre dos miembros del grupo que se ha interpretado como la lucha del bien contra el mal o la lucha que el Arcángel Miguel protagonizó contra Lucifer, el ángel rebelde, cuando es arrojado al infierno. Al final el jefe del grupo es alzado sobre la parrilla formada por las espadas de los danzantes en clara señal de victoria, aunque en la actualidad esta interpretación es cuestionada.

## Guipúzcoa y Álava

### Erreberentzia (reverencia) o ezpatadantza (baile de espadas)
La ezpatadantza de Guipúzcoa está constituida por dos grupos de bailarines que desempeñan papeles muy diferentes.
La parte más numerosa la forma la comparsa (en ocasiones compuesta por más de cien dantzaris), que se reparte en cuatro filas y es dirigida por un capitán, el buruzagi. Cada dantzari lleva en su mano derecha una espada, mientras que con la izquierda coge la punta de la espada de su compañero de fila. Los cuatro primeros, uno por cada fila, entregan la punta de su espada al capitán que coge dos por cada lado con la mano correspondiente.
Las otra parte la forman cuatro bailarines, los llamados azkendariak (los últimos), que llevan en sus manos sendas espadas cortas cuyos puños están cubiertos por un pañuelo que cae, ocultándola, sobre la mano.

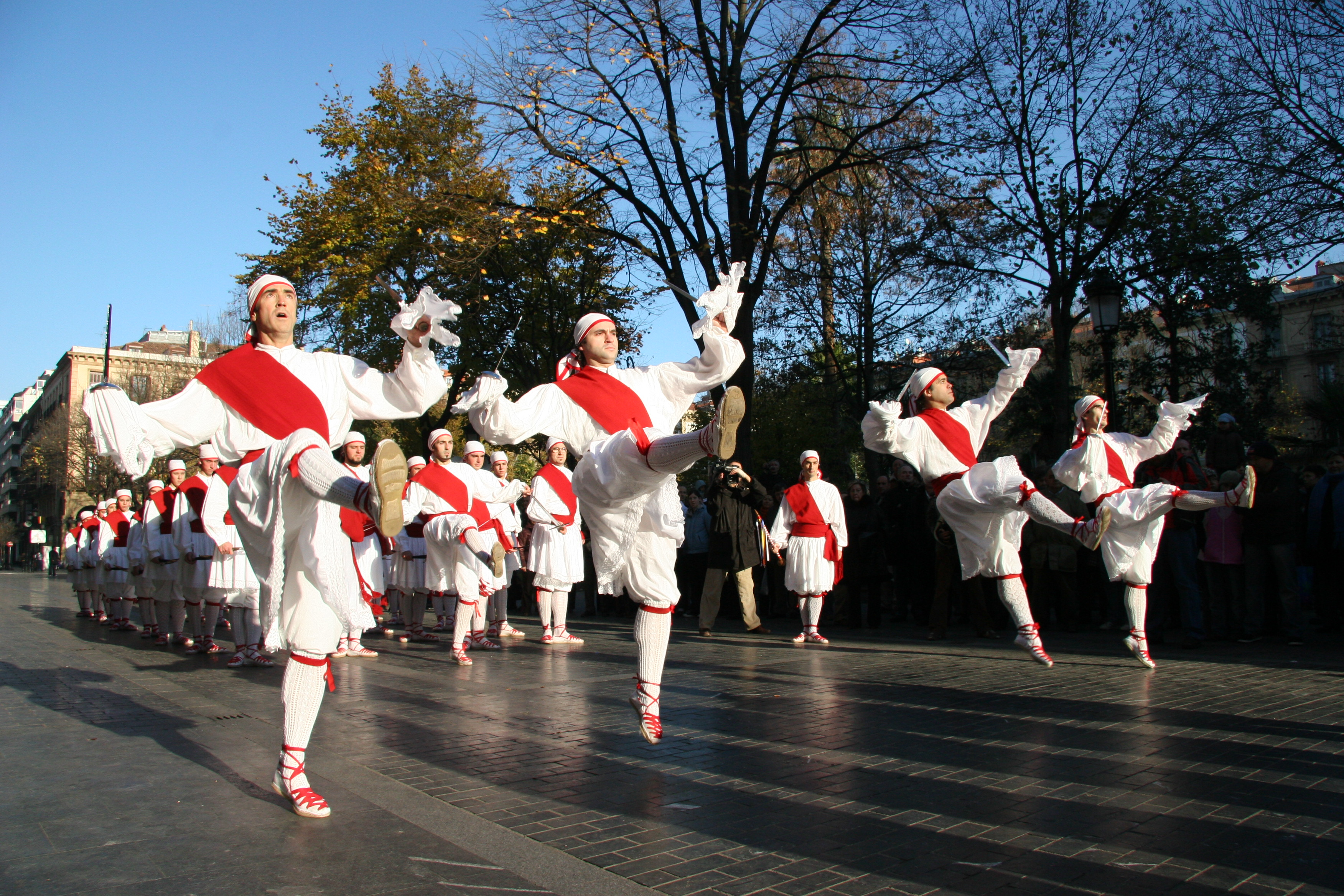
Ezpatadantza.

La danza se inicia con la formación de puentes, zubiak, que comienzan cuando el capitán levanta sobre su cabeza las puntas de las cuatro espadas y da media vuela, colocándose enfrente de sus compañeros de cortejo y dirigiéndose al fondo de la formación. En esta maniobra es seguido por el resto de las filas de danzantes que, en el momento de girar, levantan sus espadas por encima de sus cabezas. Al final los azkendariak quedan colocados en la cabeza del cortejo. Se vuelve a repetir el acto en sentido contrario, quedando de nuevo el conjunto como al principio pero detrás de los azkendariak.
Don Manuel de Larramendi dice de estos cuatro personajes, que bailaban de uno en uno:

... al son más apresurado, empieza a jugar las espadas sin cesar el movimiento de los pies, y los juega siguiendo el compás del son, ya girándolos a la derecha, y tajos por debajo atravesados hacia su compañero, ya volviéndose al auditorio sobre la espada del otro, y doblándola allá con los mismos movimientos y tan vivos y prontos, que apenas se deja ver la espada...

.

...algunos de ellos, más esforzados y diestros, toman dos espadas en ambas manos, y después del preámbulo de los pies, juegan de ambas espadas, primero de la derecha, después de la izquierda, y en fin de ambas, ya en derechura, ya cruzándolas, sin encontrarse una con otra y siguiendo siempre el compás del que se los toca...

El baile se puede bailar con una o dos espadas. El folclorista guipuzcoano Iztueta, que fue pionero en la recopilación de las danzas de ese territorio histórico, ya recogió como usual que este baile se realizara con dos espadas.
En la villa de Deva se realiza una ezpatadantza con una espada el día grande de sus fiestas patronales (en honor a San Roque).

### Arku Dantza (baile de arcos)
Este baile, que antes bailaban los hombres y hoy lo hacen las mujeres, consta de dos partes diferentes. En la primera de ellas se interpretan los pasos con el grupo situado en posición vertical, mientras que en la segunda el grupo de dantzaris da un giro, situándose en posición horizontal y repitiendo los mismos pasos y cruces que en la primera parte. Las danzantes van vestidas de hilandera (albarcas, falda, corpiño negro, camisa blanca y pañuelo).

### Zinta Dantza (baile de la cinta)
Al igual que el arko dantza, en este baile se ha cambiado el sexo de sus ejecutores. Antaño lo interpretaban los hombres, mientras que en la actualidad lo hacen las mujeres. Estas van vestidas de hilanderas.
La Zinta-dantza se baila alrededor de un palo coronado de flores, la música es más viva o moderna, los pasos son sencillos y normalmente bailan chicos.
Los bailarines se colocan en círculo alrededor del mástil o bastón de la cinta y el baile se repite dos veces. En la primera vuelta los dantzaris bailan mirando hacia adelante, cruzando en el palo todas las cintas con colores. Después, con el equipo mirando hacia atrás, el capitán hace el ocho. Después, todo el grupo baila y, por último, realizan el juego de cintas hasta quedar totalmente desprendidos o borrados.

### Kontrapas
Danza guipuzcoana interpretada por mujeres que se realiza como saludo a las autoridades. Bailan un número indeterminado de parejas.

### Sorgin Dantza (baile de brujas)
Este baile se incluye dentro de las fiesta de invierno y de carnaval. Se conserva en la localidad de Oria, próxima a Lasarte, y parece que fue llevado allí por obreros vergareses.
El grupo está formado por un número indeterminado de parejas, que está dirigido por un capitán y un sargento (el que lleva la bandera). La mitad van vestidos con ropa blanca, al uso del país, cubriendo su cabeza con un alto sombrero cónico de color azul, rematado en una borla de lana. La otra mitad van vestidos con ropas femeninas, al estilo de las aldeanas guipuzcoanas de principios del siglo XX.
Después de una introducción, la ibilketa (marcha), que es bailada por todo el grupo y el capitán, sigue una parodia del comportamiento  hombre-mujer; abrazados, caricias, movimientos ostentosos de faldas, provocaciones todas ellas de la parte masculina sobre la femenina, aunque en esta danza algunas femeninas no suelen ser mancas que digamos (como es lógico). Se procura que sea muy divertido y provocar el chiste y la risa entre el público.
Continúa el baile con una danza en corro, una caricatura de lo que el pueblo puede entender como una danza de conjuro, donde los dedos índices de los dantzaris parecen querer lanzar todo tipo de males.

## Navarra

### Otsagiko Dantzak (danzas de Ochagavía)
Se realizan en honor a la patrona de Ochagavía, pueblo del valle de Salazar, en la Ermita de Nuestra Señora de Muskilda.
El grupo está compuesto por nueve bailarines, uno de ellos es el capitán, llamado bobo. Se suele bailar en la plaza del pueblo y el repertorio es el siguiente:
- Pasacalles
- Enperadorea
- Katxutxa dantza
- Modorro
- Painolo dantza
- Jota.

La figura del bobo es la protagonista principal. Posee una máscara con dos caras y lleva en una especie de zurrón los accesorios necesarios para llevar a cabo todas las danzas y participa de manera principal en el "Painolo dantza" y en la "jota".

### Axuri Beltza
Esta danza, originaria de Jaurrieta, un pueblo situado en el valle de Salazar, es una de las pocas danzas cantadas que se conservan. Se realiza formando un corro que gira en sentido contrario a las agujas del reloj (algo que sucede en la mayoría de las Soka dantzak (bailes de cuerda) e ingurutxo). 
La elegancia de la entrada del grupo de mujeres, así como la vestimenta negra con vistosos adornos, hacen que siempre que se interpreta sea muy bien acogida por el público.
Este baile se baila únicamente el día 15 de agosto, en las fiestas en honor a la Virgen de la Blanca, patrona del pueblo, en la romería que se hace en la ermita, así como a la bajada de la romería en la plaza del pueblo.
El baile es única y exclusivamente bailado por las mozas del pueblo, con la única ayuda de uno o dos acordeones.
La letra de la canción dice así:
| Euskara | Castellano |
| Axuri Beltza | El Cordero Negro |
| Axuri beltza ona dut bainan xuria berriz hobea, dantzan ikasi nahi duen horrek nere oinetara begira. Rai ta rai... Zertan ari haiz bakar dantzatzen agertzen gorputz erdia? Su ilun horrek argitzen badik, agiriko haiz guzia. | El cordero negro es bueno, pero el blanco mejor, el que quiera aprender a bailar que mire mis pies. Rai ta rai... ¿Qué haces bailando solo asomando medio cuerpo? Si ese fuego oscuro te ilumina aparecerás entero. |

### Luzaideko Bolant Eguna

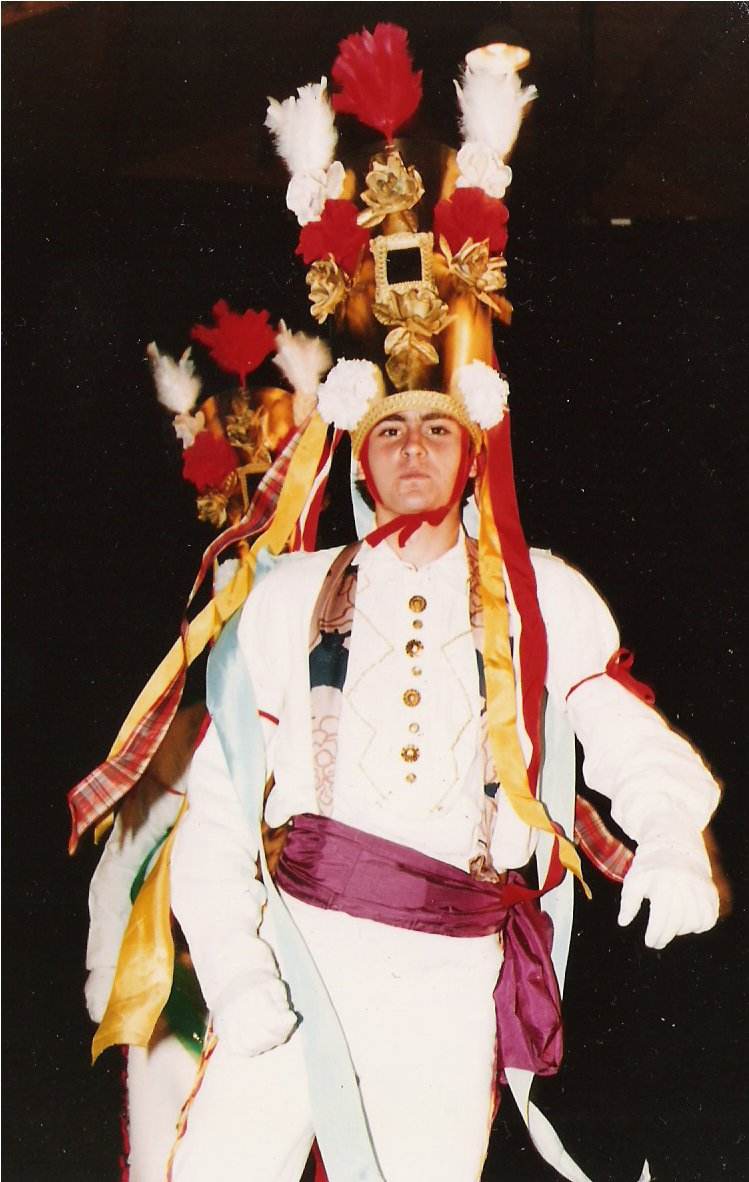
Dantzari.

Este carnaval originario de Luzaide consta de muchas y variadas partes y en ellas participan varios personajes, siendo los más destacados los siguientes:
- Zigantiak: son dos figuras femeninas que van vestidas de blanco con boina roja. Las transportan dos personas y representan los gigantes de la fiesta.

- Zapurrak: van vestidos con mandíl de cuero negro, gafas, barba postiza y un hacha de madera sobre el cuerpo y llevan en la cabeza un alto sombrero negro y con espejos. Representan a los zapadores de un ejército.

- Makilari: ataviado con guerrera roja con brandeburgos y pantalón blanco engalonado. Representa la figura del "tambor mayor". Con su bastón, rematado en una bola, realiza diversos movimientos acrobáticos pasándola entre los dedos de cada mano, lanzándola al aire... mientras baila un melodía.

- Gorriak: Ataviados con casaca roja, y boina del mismo color, son los encargados de organizar la fiesta, los bailes, de cómo entrar, como salir… Estos son 4, dos de estos llevan una espada y una pequeña bolsa roja para las recaudaciones, y los otros 2 son los conocidos como “Banderariak” los cuales se describen abajo.
- Banderariak: Ataviados con una casaca roja, boina del mismo color y vistosamente engalonada, llevan consigo una bandera de Luzaide y una ikurriña.

- Bolantak: son los que cierran el cortejo. Visten de blanco, camisa de pechera cubierta con cadenas de oro y joyas, pantalón adornado con cintas y cascabeles, espaldacintas de colores, faja morada en la cintura que se anuda a un costado y guantes blancos; cubre la cabeza con un sombrero de cartón recubierto con flores de colores y brillantes.

Una vez acabadas las danzas de todos estos personajes abandonan el recinto para aparecer posteriormente acompañados de sus parejas femeninas con las que bailarán una serie de variantes de "Soka-Dantza" finalizando con este último.
Las mujeres visten con falda roja y corpiño azul y engalanadas al igual que los dantzaris masculinos.

### Sagar Dantza (danza de la manzana)
Originaria de Arizkun la bailan cuatro hombres (hay diferentes variantes) que van ataviados con camisa y pantalón blancos sujetos en la cintura por una faja de color rojo, gorro alto adornado con papeles de colores, las clásicas alpargatas en los pies y en el cuello un pañuelo con vivos colores. Cado bailarín lleva una manzana en cada mano que arroja al final del baile.
Pese a que originariamente era bailada por hombres, como casi todos los bailes vascos (puesto que mayormente provienen de tareas relacionadas con ellos), actualmente es bailado por mujeres.

### Iribasko Ingurutxoa
Con el nombre de "Ingurutxo" se conocen en Navarra algunas formas coreográficas y musicales de especiales características dentro del grupo de danzas de hombres y mujeres.
La principal característica de esta danza es el empleo de las castañuelas. Los hombres visten pantalón azul marino, camisa blanca, chaleco, pañuelo al hombro y txapela. Las mujeres con falda negra moteada, corpiño y pañuelo. Ambos con albarcas.

### Baile de la Era
El Baile de la Era o Larrain Dantza es una danza extendida por la zona media de Navarra y muy arraigada en Estella. Es una danza social de plaza, similar a soka dantza, del que se cree que deriva, pero con la parte ceremonial reducida y con influencia mediterránea. La jerarquía se mantiene en actos como en Estella que son los mayordomos los que comienzan el baile.
El baile estuvo extendido por Navarra y hay documentación sobre variantes de varios lugares, como Aoiz y Arruazu. La gaita ha sido el instrumento con el que siempre se ha tocado el baile. En la versión de Arruazu la primera parte es un compás 2/4 de un inguruko.
Los dantzaris bailan por parejas que se unen mediante un pañuelo en círculo abierto y en sentido solar (de derecha a izquierda). No existe la parte protocolaria y sí el "puente" (todas las parejas pasan por debajo del arco de la primera) mostrando así cohesión social.

### Danzas de la Ribera Navarra
Cortes, Ablitas, Ribaforada (vid. Paloteado de Ribaforada), Monteagudo, Tudela, Murchante, Fustiñana y Buñuel son municipios de la Ribera Navarra que celebran durante sus fiestas patronales sus célebres Paloteados en homenaje a su Patrón/os en la Plaza Mayor. El espectáculo consiste en una jocosa representación teatral, donde se repasan los asuntos más relevantes acaecidos durante el último año en la localidad, que se acompaña de un festival de baile donde los danzaris ejecutan el Paloteado (que como su nombre indica es un baile de palos), Vals, Trenzado y Jota (entre otras modalidades de danza).

### Erronkariko Ttun-Ttun
Con el nombre de Ingurutxo se conocen en Navarra algunas formas coreográficas y musicales de especiales características dentro del grupo de danzas de hombres y mujeres. Así pues, dentro de este grupo clasificamos al "Ttun-Ttun de Roncal". Las parejas entran en la plaza girando en sentido contrario a las agujas del reloj.
Hay que destacar los tradicionales "puentes" que sirven para "aprobar" la participación de los jóvenes en la danza.
En el Valle de Roncal se daba una gran importancia a la vestimenta, siendo ésta diferente para los hombres y mujeres casados o solteros.

### Auritz
Burguete es un pueblo navarro situado a orillas del río Urrobi, afluente del Irati, en una espaciosa llanura al pie de los Pirineos. Cobra una gran importancia turística al hallarse a 3 km de Roncesvalles y cercano al puerto de Ibañeta.
La música de estas danzas fue recogida por el Padre Donostia y las danzas totalmente perdidas han sido reestructuradas por el Grupo Andra Mari de Galdácano.
Las cuatro primeras partes pertenecen al grupo de los Ingurutxoak. Con este nombre se conocen en la Navarra occidental algunas formas coreográficas y musicales, de especiales características dentro del grupo de danzas de hombres y mujeres. Después de los Ingurutxoak es costumbre, como en otras muchas zonas del país, el bailar el fandango y la porrusalda.
Las dos siguientes partes son danzas-juego, la primera de ellas recogida en el caserío Goikoa de Orbaizeta a Almirantearena, de 76 años de edad, en febrero de 1977. De la segunda danza-juego diremos que la música ha sido también recogida por el Padre Donostia y que es similar a otras danzas-juego europeas.
De ésta en concreto sabemos que el jefe o capitán iba armado de un látigo para castigar a todo aquel que no hacía los mismos movimientos que él ejecutaba, que solían ser ocurrentes y difíciles.

### Zubietako Ihauteria (Carnaval de Zubieta)

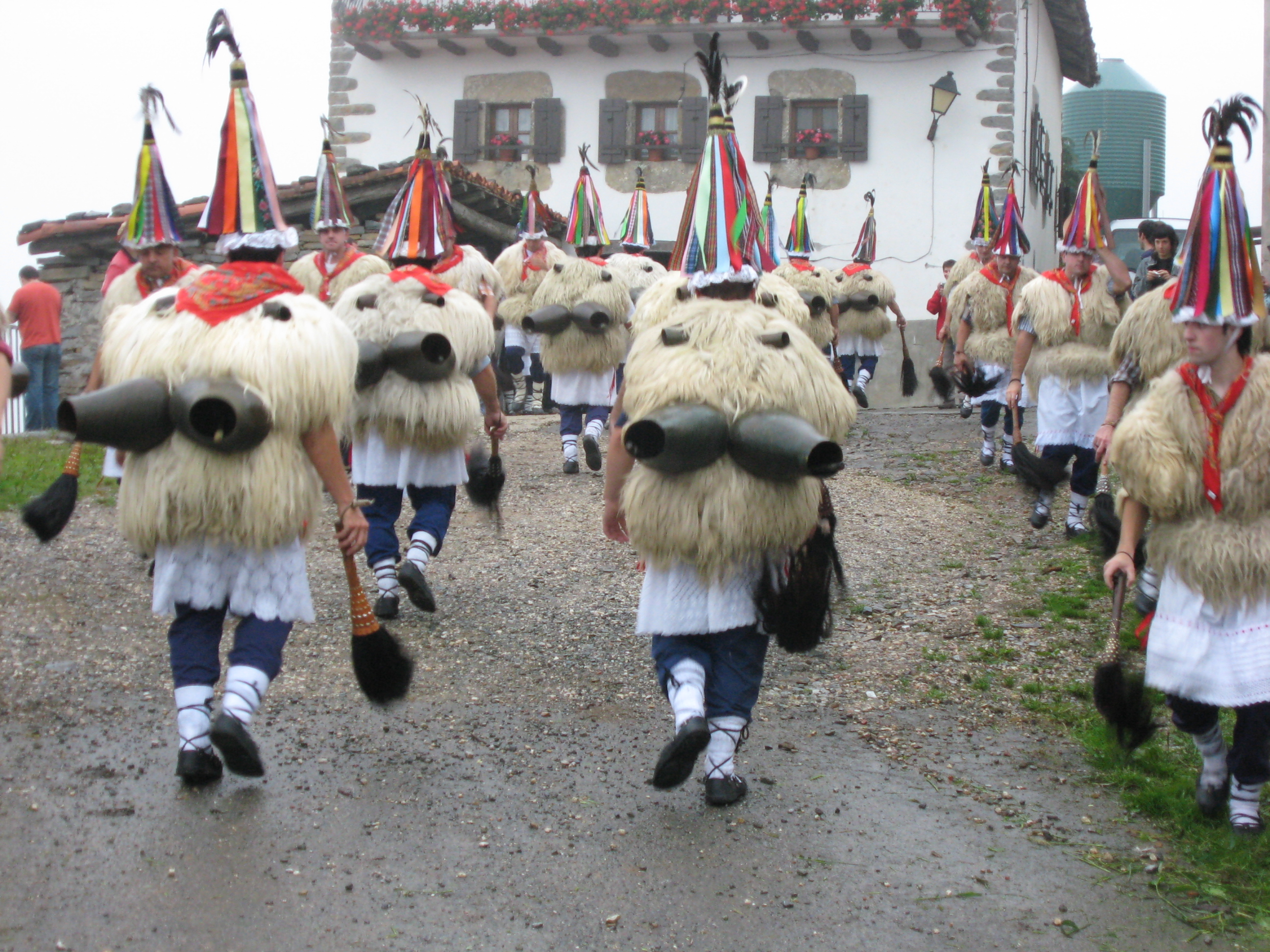
Joaldunak de Ituren.

Es una villa próxima a Santesteban, que une esta última con la población de Leiza.
Zubieta poseía una metalurgia tradicional, dedicada a la fabricación de cencerros, que sería, según la creencia de algunos, el origen de la fiesta que vamos a comentar, similar a la de Ituren, no se trata de valorar de ningún modo cuál de las dos localidades es la originaria de este carnaval.
La fiesta casi siempre tiene lugar el último lunes y martes de enero. La indumentaria de la comparsa se compone de camisa blanca, pantalón azul de mahón, embutido en gruesos calcetines de lana, calzando abarcas de goma. Sobre estas prendas colocan el atuendo propio de la fiesta, que consiste en una saya de color blanco, que va desde la cintura a la mitad de las rodillas. Es una prenda femenina, con puntillas bordadas, entredoses, calados, pasacintas... Sobre la cintura se coloca una piel de oveja doblada, amortiguadora de la presión que sobre los riñones ejercen los enormes cencerros.
De la pericia en el amarre de los cencerros depende el que estos puedan dar un buen sonido, pues de su posición, horizontal sobre los riñones, no deberán moverse. Sólo el badajo golpea en los bordes del cencerro. También anudan sobre el cuello un característico pañuelo y sobre la cabeza colocan el clásico Thuntturroa, construido sobre un armazón de cartón, forrado con una tela de colores o papel floreado. Al filo de la parte inferior colocan una puntilla fruncida. En la punta del cono, se sujetan cintas de colores que llegan hasta el borde inferior, y flotantes plumas de la cola de gallo.
En la mano derecha, y mientras caminan, mueven compasadamente un palo claveteado con chinchetas doradas, del que cuelga una cola de caballo.
El primer día de la fiesta, el lunes, la gente de Zubieta se encamina a Ituren. En las proximidades del barrio de Aurtiz les esperan los Thuntturroak de este barrio, junto con los de Ituren. Salen al encuentro de la gente de Zubieta, giran sobre sus pasos y se colocan en cabeza abriendo la marcha sobre el barrio de Aurtiz, en el que entran.
De aquí saldrán hacia Ituren, en cuyo frontón darán diversas vueltas, para retirarse posteriormente todos juntos a comer.
Al día siguiente, los de Ituren corresponden a la visita que les hicieron sus vecinos de Zubieta. Hacia el mediodía, la comitiva formada por los Thuntturroak y carrozas de Ituren sale hacia Zubieta.
A la altura del molino de Zubieta, la comparsa de Ituren es recibida por sus vecinos. Se colocan en sus cabezas abriendo la marcha y todos recorren el pueblo de Zubieta hasta llegar a la plaza, desde donde, después de evolucionar unas cuantas veces, se retiran a comer. Por la tarde seguirá la fiesta con partes de soka-dantza y piezas de baile al suelto.

## Labort

### Kaskarotak
Un baile femenino donde el grupo de danzantes porta una cesta plana, otara, donde se recoge, o recogía, el pescado en la descarga de los pesqueros en puerto. El baile nació en la espera, donde se cantaban y bailaban con pasos de gran vivacidad y con un típico taconeo de pies.

### Lapurdiko Inauteria (carnaval de Labort)
En el carnaval del Labort se representa de dos diferentes maneras. La primera es la que corresponde a la representación de periodicidad regular, anual, que suele estar restringida al ámbito local y en las que los grupos que participan recogen productos y dinero para la realización de una comida. Los participantes están enmascarados y son conocidos como piltzar o zirtzilak.
La segunda forma es la que se da cuando hay suficiente gente para realizar el montaje, lo que le quita su carácter periódico. Son una comparsa definida con variados y coloridos personajes.
El final del carnaval se realiza con la representación del ajusticiamiento de Zanpatzar (que ha debido tener otros nombres más personales) mediante la hoguera como apunta la cita de Getari (Guethary):

... En dicho pueblo de Guethary no hay costumbre de que se disfracen los jóvenes los días de carnaval. pero llegando el de Ceniza, para las dos horas de la tarde aparecen los mozos disfrazados con sus caretas o pañuelos transparentes, con un mamarracho o monigote en el extremo superior de un garrote, al que lo traen la mayor parte de la tarde zarandeándole con mucha algazara por todo el pueblo y poco antes del crepúsculo lo queman frente a la casa del señor cura...

...A este mamarracho o monigote lo llamaban Miquelua, palabra vascongada sin duda alguna, porque el pueblo en que lo llaman es vascongado y porque no se le conoce derivación de la lengua francesa ni castellana, únicas de las que podía derivarse si no fuese propiamente vascongado...

La concordancia de este nombre, Miquelua, con el de Miel Otxin, es uno más, junto con el Marquitos de Zalduendo (Álava) y el Juan Lobo de Torralba del Río (Navarra), en esta lista de interesantes personajes.
Después de la Candelaria se reúnen los jóvenes para repartirse los papeles que se van a representar. Estos papeles corresponden a los siguientes personajes:
- Bandedari:

Va vestido de dos formas, o bien de kaskarot, o si no, con otras prendas más individualizadas, guerrera y pantalón corto, engalonados de oro, boina negra, medias blancas y zapato negro. Es el director, jefe de la comparsa, y estaba considerado el mejor bailarín del cortejo. Los demás le deben la obediencia que a tal rango le corresponde.
- Kaskarotak:

Siempre eran pares, aunque su número variaba entre cuatro y doce. Visten camisa blanca de almidonada pechera, en la que ponían cadenas y broches de oro, pantalón blanco sujetado por unos tirantes de tapicería, adornado con cintas y cascabeles. Alpargatas bordadas y ornamentadas con cintas y cascabeles, así como la boina. También ha utilizado una especie de kaska, con forma de sombrero, cubierta de flores.
- Besta - Gorri:

Son las primeras máscaras del cortejo. Una especie de kaska, de color azul cielo, cubre su cabeza, de la que cuelga, hacia el cráneo, una fruncida tela amarilla. En la cara llevan una máscara de tela roja adornada con lentejuelas doradas, ribeteada con galón dorado, los cortes que forman los ojos y la boca. Una guerrera militar, doradamente engalonada, y pantalones y alpargatas adornadas de cintas completan el traje. En la mano derecha llevan una espada y en la izquierda unas cajas para recoger el dinero de la postulación.
- Ponpierak:

Son dos personajes de trajes arlequinados, adornados con una profusión de cascabeles, que cuelgan de los bajos de la chaqueta y del pantalón. Un alto sombrero cónico, semejante a un ttuntturro, cubre su cabeza, colocando en la cara una máscara semejante a la de los bestagorri.
- Kotillun - Gorriak:

De esta forma se llaman los dos personajes femeninos de la comparsa, y mantienen el orden entre los curiosos que se agolpan para ver a ésta. Se valen para ello de un palo largo de uno de cuyos extremos cuelga una cola de vaca.
Visten en forma parecida a los demás personajes, pero poniendo una falda roja sobre los pantalones blancos y alpargatas del mismo color. Cubren su cuerpo con una gruesa chaqueta de lana, en color blanco. La sujetan por la cintura con un amplio cinto de cuero del que cuelgan cencerros.
Su atuendo femenino queda realzado por un delantal en cuyos bolsillos llevaban cenizas que lanzaban al aire para que cayera entre la gente. Llevan una máscara y sombrero parecido a los Ponpierrak, pero el cono es un armazón de cuatro varillas de madera adornadas de flores de papel y cintas. En el frente de este sombrero hay un espejo, y de la parte más alta del cono cuelgan largas y estrechas cintas de colores.
- Jaun - Anderia:

Como en otras muchas mascaradas de este tipo, el principio de autoridad tiene una personificación vacía de toda abstracción. Dos muchachos, uno vestido de dama y el otro de caballero, ambos un tanto convencionales, se encargan de cerrar el cortejo.
En la semana de carnaval, lunes y martes, la comparsa realiza protocolarias visitas a los pueblos y barrios cercanos. El lunes, el cortejo de Herauritz visita Uztaritz, el martes los de Uztaritz bailan en Herauritz o en Arrauntz y los de Arrauntz en Uztaritz. 
La entrada en la localidad la hace bailando Maska - dantza. Una vez tomada la plaza, bailaban una danza coral llamada Xinple (con el mismo aire del godalet - dantza suletino). 
El cortejo va recorriendo las distintas casas del pueblo. Mientras realizan la cuestación bailan el fandango, el arinarin o bien alguna de las makil-dantzak.

## Zuberoa/Soule

### Xiberoko Maskarada (mascarada de Zuberoa)

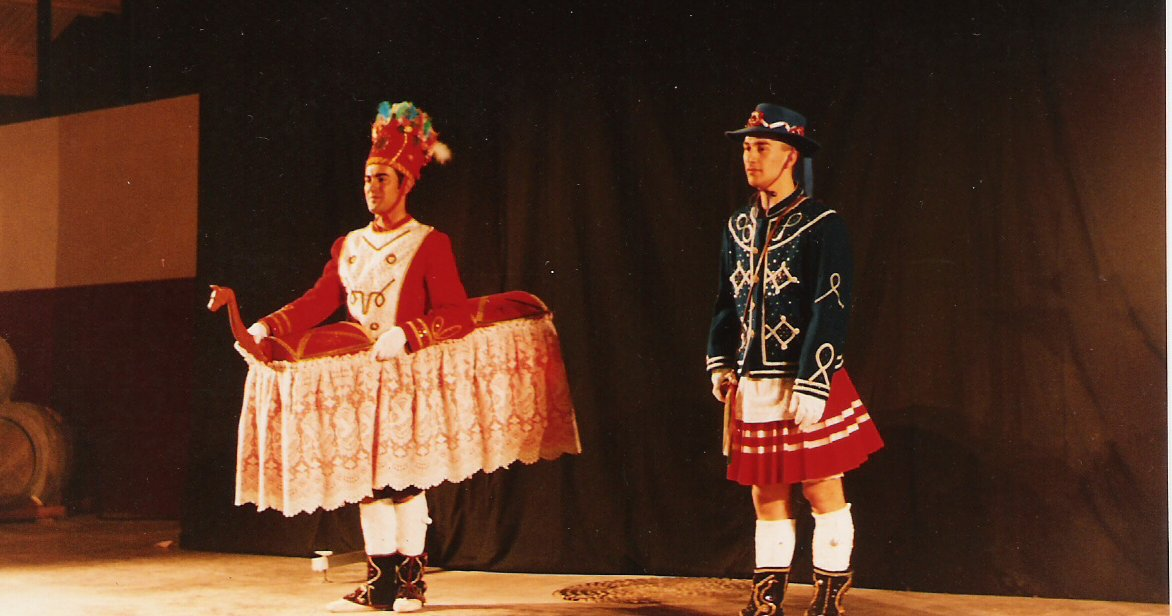
Dantzaris.

En la parte alta de este territorio, en localidades como Altzai, Urdiñarbe, Atharratze... polifera la realizacción de mascaradas o carnavales.
La mascarada de Sola consta de cuatro cuadros tradicionales. Suele estar formado por un cortejo de unas 25 personas y en su desarrollo hay dos partes que son contrapuestas. Por un lado, la mascarada roja (en ordenado cortejo) y separada por la banda de música, la negra. Los personajes principales son:
- Txerrero: Lleva un palo del que cuelga de su punta una cola de caballo. En la cintura lleva seis cencerros de bronce.

- Gathuzain: Puede coger lo que quiera con su instrumento, parecido a un pantógrafo, con el que no para de molestar a la gente.

- Kantiniersa: Una cantinera ataviada al uso del siglo XIX.

- Zamalzain: El caballo, está considerado como el figurante más destacado.

- Manitxalak: Los herreros de Zamalzain suelen ser tres o cuatro, el que hace de patrón, además de tenazas y un martillo, lleva delantal de cuero.

- Kestuak: Los castradores de Zamalzain. El grupo está compuesto por dos personas, el patrón y el aprendiz, hablan en bearnés.

- Enseñaría: Porta la bandera.

- Jauna eta Anderia: Los señores, hacen de presidentes de los diferentes trabajos que se realizan en la danza. Él viste un frac y lleva un bastón y sable. Ella luce un vaporoso vestido blanco.

- Laboraria eta Laborarisa: Los campesinos, vestidos con oscuras ropas, él con un akullu (aguijada, palo con pincho en la punta para dirigir al ganado), símbolo de su condición, ella con una cesta.

- Txorrotxak: Los afiladores, el patrón y el aprendiz. Con su instrumento afilan las herramientas, en la cabeza llevan una gorra con una ardilla disecada.

- Bohaumiak: En número de cuatro, llevan una gran espada de madera con la que bailan una danza.

- Kauteriak: Son media docena, uno de ellos suele hacer de médico. Llevan los bastones hechos de raíces, de los que cuelgan campanillas de bronce. Su ropa, vieja y rota, acentúa más su baja condición.

La mascarada consta de tres partes (en la actualidad está muy simplificada): 
Barrikada
Una vez que se llega al lugar donde se va a realizar la función, se prepara todo y se comienza a recorrer la localidad y a bailar (al son de la melodía Arribada) delante de las casas principales, donde se les obsequia con comida y bebida. Se interpreta este acto como una visita a los notables del pueblo.
Branlia
Compuesta a su vez por tres secciones:
- Kontrapas: se baila con una melodía en tiempo 2/4. Los personajes van en una cadena abierta, encabezada por "jauna" y cerrada por "laboria" en desorden. Enseñaría va delante dirigiendo la danza y cambiando de mano la bandera. Txerrero, Gathuzain, Kantiniersa y Zamalzain bailan en coro dentro del círculo.

- Braletik jauzia: Se emplaa toda la cadena de personajes sin bailar, Enseñaría incluido junto a los personajes principales. Cada uno de ellos sale a demostrar la máxima habilidad.

- Karakoiltzia: Es una lenta danza en cadena, en la que se baila con un solo paso sin ninguna variación. Los desplazamientos son dirigidos por Enseñaría.

Ofiziorenak

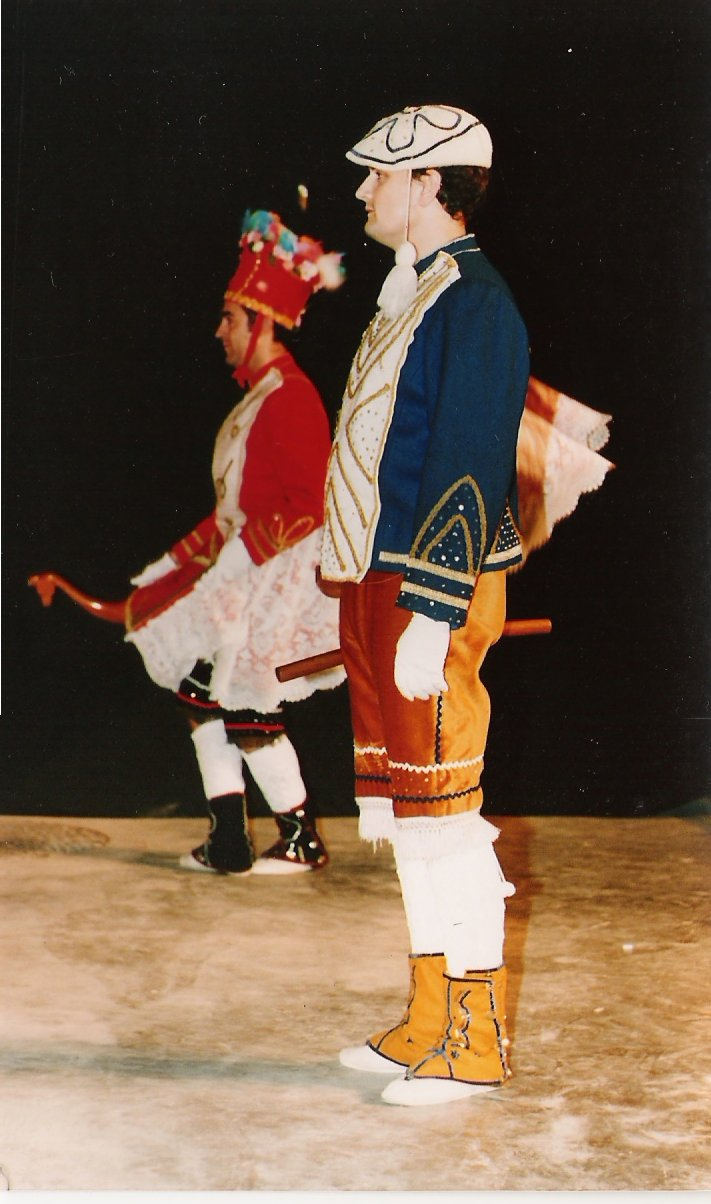
Dantzaris.

danza que hace parodias en las que participan destacadamente Zamalzain y Jauna. Los oficios comienzan con los siguientes personajes:
- Manitxalak: bailan junto a Zamalzain para ponerle las herraduras.

- Kestuak: representación del castrado del caballo, Zamalzain. Se entra en la plaza con la danza Buhaume martxa. Se hace una danza donde se parodia el trabajo de la capa, el aprendiz no acierta y es despedido. El patrón contrata a otro, Pitxu, que resulta peor que el anterior, ya que confunde al caballo con la cantinera, Kantiniersa, al final el aprendiz vuelve a ser admitido y se logra capar a Zamalzain y como muestra se tiran los testículos al público.

- Txerrero, Gathuzain, Kantiniersa, Zamalzain y Enseñaría: bailan la Gabota, una danza coral en forma de corro.

- Txorrotxak: El afilador, después de entrar en la plaza y saludar mediante una serie de cantos, tiene como objetivo afilar la espada del señor, Jauna. Al igual que en el caso anterior se producen tres intentos. En el primero el ayudante es despedido y es contratado Pitxu, que resulta, como antes, mucho peor que el ayudante. De nuevo se contrata al ayudante y se logra hacer la labor correctamente.

- Bohaumiak: Entran en la plaza con mucho ruido. Bailan una danza con sus espadas de madera y el jefe va recorriedo el recinto contando sus aventuras.

- Principales: Los principales se colocan delante de un pequeño vaso lleno de vino y cada uno de ellos sale a danzar sobre él.

Bailan una nueva danza, Godalet dantza. Es un juego muy complicado, ya que cada bailarín debe saltar encima de un vaso de vino sin derribarlo.
- Kauteriak: Son varios los que hacen de calderero, por lo menos cuatro, y están a las órdenes de un patrón que se le conoce como Kabana y su aprendiz es Pintxu. Hacen mucho ruido. El patrón, que va con un gran libro y un látigo, no para de hacer preguntas a su aprendiz para saber en qué pueblo están. El objeto es reparar un viejo caldero. Se representa la muerte del aprendiz y su posterior resurrección por las labores del médico. En el transcurso de la operación, de la que salen de dentro del ayudante toda clase de objetos, el patrón va leyendo su testamento.

Hay una variante en la que Jauna - Anderia y Laboraria - Laborarisa bailan una danza en el transcurso de estos oficios.
El carnaval finaliza con la danza conocida como Arribada, en la que toman parte todos los personajes y el público que presencia el espectáculo.